# 北海道道800号北之峰线

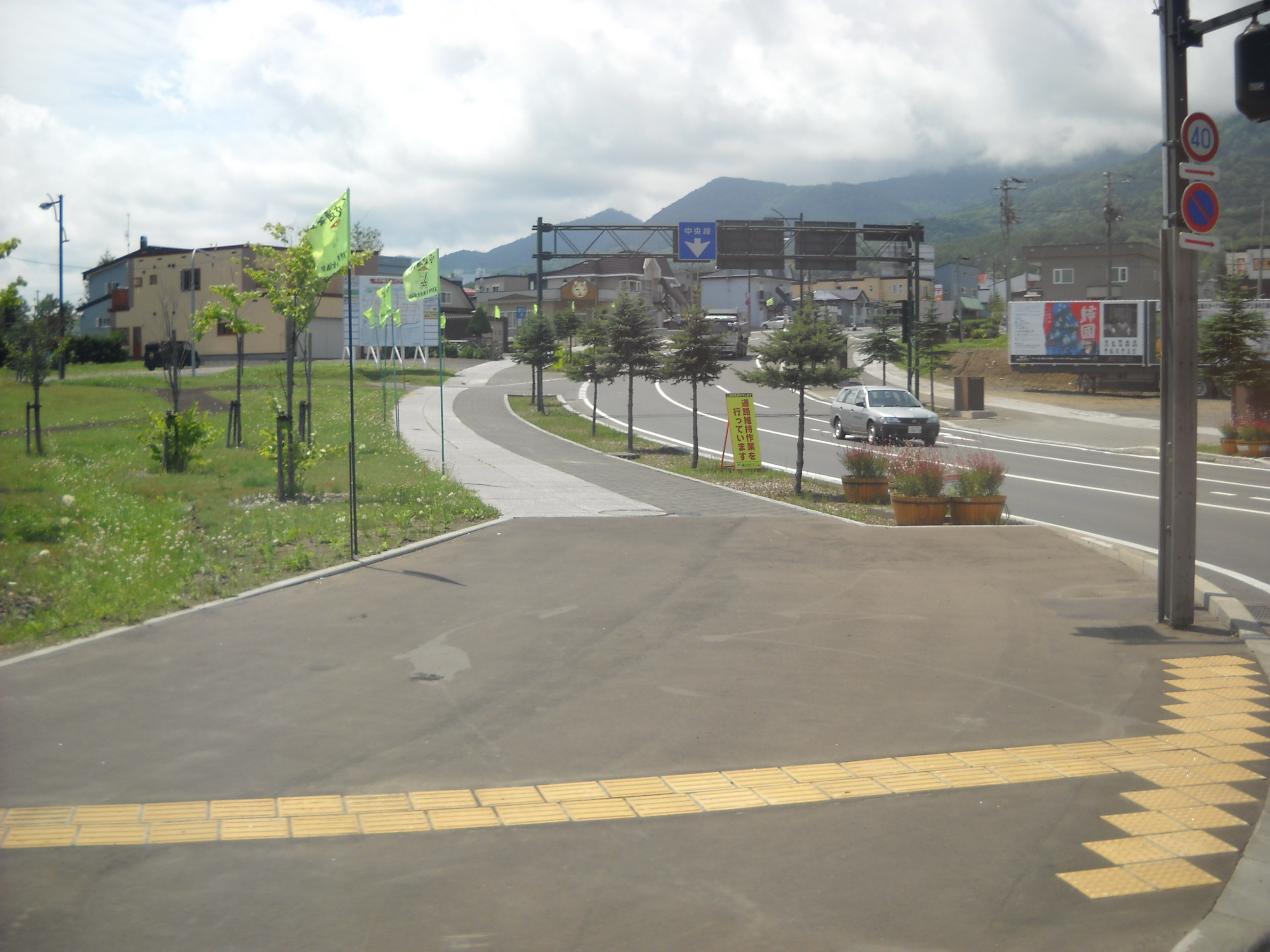
終點 的景观

北海道道800号北之峯线（日语：北海道道800号北の峯線）是一条位于北海道上川综合振兴局管内富良野市的普通道级道路（北海道道）。

## 道路概况
- 起点：北海道富良野市北之峰町
- 終点：北海道富良野市学田三区
- 总距离：0.9千米

## 经过的自治体
- 上川综合振興局
  - 富良野市

## 主要连接道路
- 国道38号（终点）

## 历史
- 1973年（昭和48年）3月31日 : 路線勘定[1]
  - 勘定时名为,地区名则为，在道路标识上多使用「峰」。